# Ixora coffeoides
Ixora coffeoides är en måreväxtart som beskrevs av Theodoric Valeton. Ixora coffeoides ingår i släktet Ixora och familjen måreväxter. Inga underarter finns listade i Catalogue of Life.